# Docker
Docker je v informatice název pro otevřený software (open source projekt), jehož cílem je poskytnout jednotné rozhraní pro izolaci aplikací do kontejnerů v prostředí macOS, Linuxu i Windows („odlehčená virtualizace“).

## Charakteristika
Kontejner obsahuje pouze požadované aplikace a pro ně specifické soubory, ale neobsahuje (virtualizovaný) operační systém. Tím je výrazně snížena režie na rozdíl od klasických virtuálních strojů. Výhodou Dockeru je proto mnohem menší velikost, větší flexibilita a tím nižší náklady na provoz. Nevýhodou je naopak svázanost s hostujícím operačním systémem, který je přímo využíván pro běh aplikací v kontejnerech.

## Linux
V Linuxu využívá Docker existující virtualizační a izolační funkce dostupné v jádře Linuxu (především cgroups a namespaces).

## Komponenty Dockeru
Docker se skládá ze tří hlavních součástí: objektů, démona a repozitáře.

### Objekty
Objekty Docker jsou různé entity používané k sestavení aplikace v technologii Docker.
- Kontejner Docker je standardizované zapouzdřené prostředí, které spouští aplikace. Kontejner je řízen pomocí Docker API nebo CLI.
- Image Docker je šablona (pouze pro čtení) k vytváření kontejnerů. Image se používají k ukládání a odesílání aplikací.
- Služba Docker umožňuje škálování kontejnerů na více dockerových démonů. Výsledek je známý jako swarm (roj), sada spolupracujících démonů, které komunikují přes rozhraní Docker API.

### Démon
Démon Docker, nazývaný dockerd, je perzistentní proces, který spravuje kontejnery a zpracovává objekty kontejnerů. Démon čeká na požadavky odeslané prostřednictvím rozhraní Docker Engine API. Klientský program Docker, nazývaný též docker, poskytuje rozhraní příkazového řádku, které umožňuje uživatelům interagovat s dockerovými démony.

### Repozitář, úložiště, registr
Registr Docker je úložiště pro všechny image Docker. Klienti Dockeru se připojují k registrům a stahují ("pull") image pro použití nebo uploadují ("push") image, které vytvořili. Registry mohou být veřejné nebo soukromé. Dva hlavní veřejné registry jsou Docker Hub a Docker Cloud. Docker Hub je výchozí registr, zatímco Docker Cloud hledá image.